# Ostracon de Sénènmout
L'ostracon de Sénènmout est un ostracon de l'Égypte antique en calcaire qui date du règne d'Hatchepsout, à la XVIIIe dynastie.

## Description
L'ostracon représente Sénènmout, un courtisan d'Hatchepsout.
Il s'agit d'un ostracon figuré, de type portrait avec uniquement des têtes. La céramique est faite de calcaire blanc, avec des dimensions d'environ 8 × 18 cm.
L'ostracon de Sénènmout fait actuellement partie de la collection du Metropolitan Museum of Art.
Traditionnellement, en Égypte, les ostraca étaient utilisés pour des croquis d'artistes, des caricatures, des documents épistolaires, des écritures scolaires et des graffitis.

## Ostraca représentant Sénènmout

Ostraca trouvés dans la décharge sous la chapelle funéraire de Sénènmout (SAE 71), censé représenter son profilIls se trouvent maintenant au Metropolitan Museum of Art
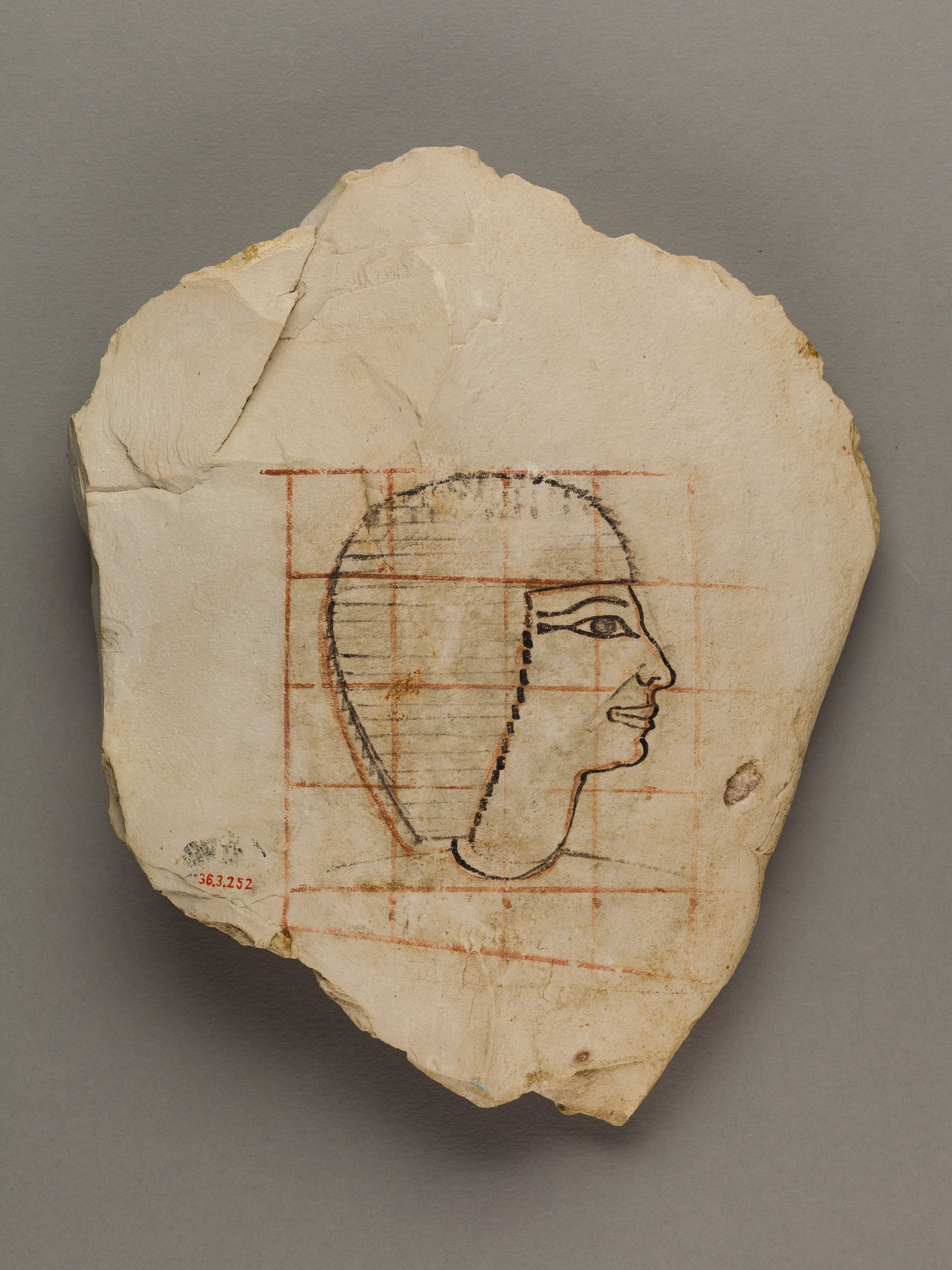
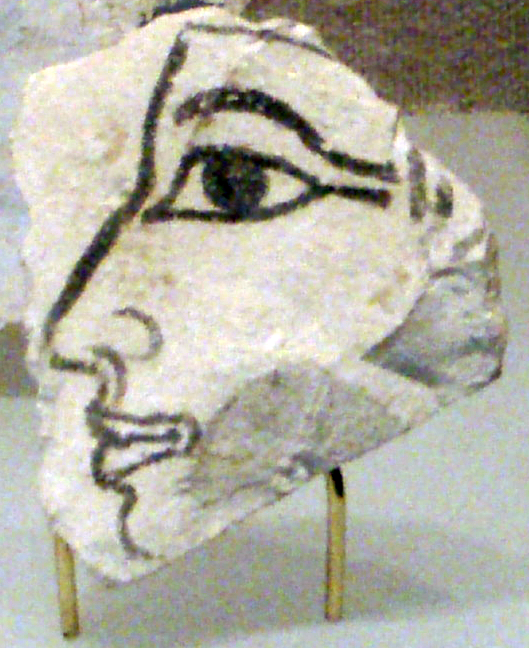